# Kuzawka (powiat włodawski)
Kuzawka – wieś w Polsce położona w województwie lubelskim, w powiecie włodawskim, w gminie Hanna. Leży na lewym brzegu rzeki Bug, przy granicy z Białorusią, naprzeciwko miejscowości Borysy, przy drodze wojewódzkiej nr .
| SIMC    | Nazwa      | Rodzaj    |
| ------- | ---------- | --------- |
| 0012345 | Porchuciny | część wsi |

Wieś jest sołectwem w gminie Hanna. Według Narodowego Spisu Powszechnego z roku 2011 wieś liczyła 291 mieszkańców.
Wieś magnacka położona była pod koniec XVIII wieku w powiecie brzeskolitewskim województwa brzeskolitewskiego. W latach 1975–1998 miejscowość administracyjnie należała do ówczesnego województwa bialskopodlaskiego.
W Kuzawce znajduje się tablica pamiątkowa w miejscu, z którego w 1776 roku Tadeusz Kościuszko odpłynął do Gdańska, udając się do Stanów Zjednoczonych.
Na terenie wsi działalność duszpasterską prowadzi filia Kościoła Ewangelicko-Augsburskiego, podlegający parafii pod wezwaniem Świętej Trójcy w Lublinie. Nabożeństwa w miejscowej kaplicy luterańskiej są odprawiane raz w miesiącu.
Katolicy należą do parafii pod wezwaniem Świętych Apostołów Piotra i Pawła w Hannie, natomiast prawosławni do parafii pod wezwaniem Opieki Matki Bożej w Sławatyczach.